# Rippware
Rippware wird den Einfaden-Maschenwaren zugeordnet. Im Herstellungsverfahren stehen sich zwei Nadelreihen versetzt gegenüber, wobei sich rechte und linke Maschen, eine oder mehrere, abwechseln. Dadurch wird die Querelastizität zum Beispiel gegenüber Jersey erhöht. Die Maschen auf Rippwaren werden dadurch sehr dehnfähig. Dies prädestiniert sie, um sie als Randabschnitte und Bündchen einzusetzen. Da beide Seiten der Ware identische rechte Maschen aufweisen und daher gleich aussehen, erkennt man die linken Maschen erst durch Spannen und Dehnen der Ware.
Bei einem engen Strickverfahren mit Rippmustern aus zweifädigen Garnen, wird das Produkt Feinripp genannt. Zusätzlich gibt es das Doppelripp, welches ein Rippmuster mehr aufweist. Dadurch kann noch einmal die Elastizität erhöht werden. Dies geschieht jedoch auf Kosten einer gröberen Struktur. Plösch entsteht, wenn bei der Links-Rechts-Bindung ein weiterer Faden zur Herstellung benutzt wird.